# Jaime Ramírez Banda
Jaime Caupolicán Ramírez Banda  (Santiago, 14 de agosto de 1931-ibídem, 26 de febrero de 2003) fue un futbolista profesional chileno que jugó en clubes de Chile, Argentina y España. Se destacó con la selección de fútbol de Chile en la Copa Mundial de fútbol de 1962.
Era hijo del también futbolista Aníbal Ramírez Vargas.

## Trayectoria
Nacido en las divisiones inferiores de la "U". Debutó profesionalmente en Universidad de Chile en 1950, luego fue campeón con Colo-Colo en el año 1956, además jugó en O'Higgins de Rancagua, Huachipato, Audax Italiano, Unión San Felipe, Palestino y en el extranjero por Racing Club de Argentina, RCD Español de Barcelona, y Granada de España. En este último país demostró sus excepcionales condiciones de tal forma que llegó a ser apodado "superclase" por los comentaristas deportivos.
Retirado del fútbol activo, se desempeñó como entrenador o DT.  En 1981 entrenó al Olimpia de Honduras.
En 1988 fue entrenador de Sport Boys del Callao y en 1989 del Deportivo Cañaña de Chiclayo, ambos de Perú. 

## Selección nacional
Participó en 46 partidos por la Selección nacional de fútbol de Chile  y convirtió 12 goles, debutó por la selección chilena el 17 de septiembre de 1954 en el partido que Chile enfrentó a Perú ganándoles 2 por 1 en la Copa del Pacífico. Pero sus más recordadas actuaciones por la "roja" se dieron en el mundial de Chile 1962 donde anotó dos goles, uno frente a Suiza y uno frente a Italia, además fue una de las figuras del campeonato, jugando ocasionalmente como punta derecho, volante y hasta defensa izquierdo, aprovechando su polifuncionalidad. Su buena actuación le valió ser transferido desde Universidad de Chile al Racing Club de Avellaneda argentino. Ya en el ocaso de su carrera, con casi 35 años, fue parte del plantel chileno en el mundial de Inglaterra 1966.

### Participaciones en Copas del Mundo
| Mundial                   | Sede       | Resultado    |
| ------------------------- | ---------- | ------------ |
| Mundial de Fútbol de 1962 | Chile      | Tercer lugar |
| Mundial de Fútbol de 1966 | Inglaterra | Primera fase |

## Clubes

### Como jugador
| Club                 | País      | Año       |
| -------------------- | --------- | --------- |
| Universidad de Chile | Chile     | 1950-1952 |
| Español              | España    | 1953-1954 |
| Colo-Colo            | Chile     | 1954-1958 |
| Granada CF           | España    | 1958-1960 |
| O'Higgins            | Chile     | 1961      |
| Universidad de Chile | Chile     | 1962      |
| Racing Club          | Argentina | 1962      |
| Audax Italiano       | Chile     | 1963      |
| Español              | España    | 1963-1964 |
| Hospitalet           | España    | 1964-1966 |
| Universidad de Chile | Chile     | 1966      |
| Huachipato           | Chile     | 1967-1969 |
| Palestino            | Chile     | 1970      |
| Unión San Felipe     | Chile     | 1971-1972 |

## Palmarés

### Torneos nacionales
| Título           | Club             | País  | Año  |
| ---------------- | ---------------- | ----- | ---- |
| Primera División | Colo-Colo        | Chile | 1956 |
| Primera División | Unión San Felipe | Chile | 1971 |

### Torneos internacionales
| Título                       | Equipo             | Sede  | Año  |
| ---------------------------- | ------------------ | ----- | ---- |
| 3.er lugar Copa Mundial 1962 | Selección de Chile | Chile | 1962 |